# マーク・ニューソン

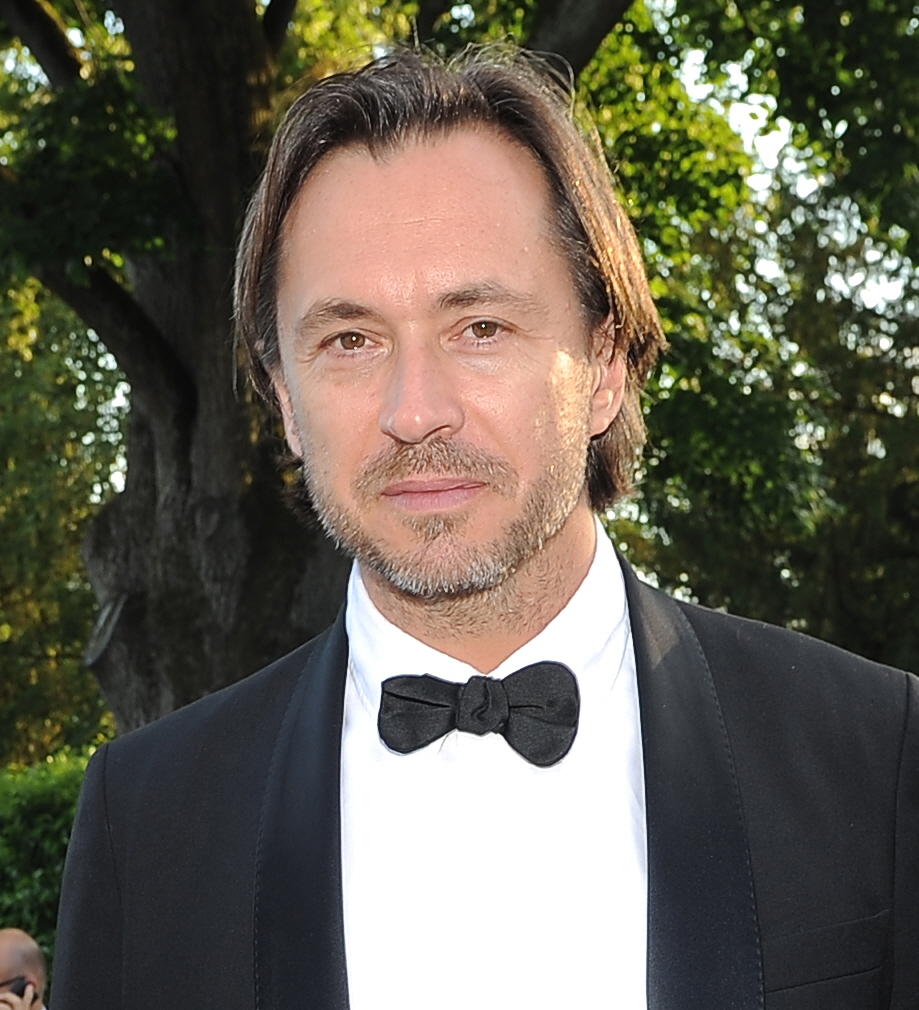
マーク・ニューソン（2011年）

マーク・アンドリュー・ニューソン (Marc Andrew Newson CBE、1963年10月20日 - ）は、オーストラリアのプロダクトデザイナー。活動拠点はヨーロッパ、北米、アジア、オーストラリア。ロンドン在住。
流線型や円形を多用し、多様な色使いをする。ニューヨーク近代美術館やロンドンのデザインミュージアムの永久収蔵品に選ばれた作品がある。

## 略歴
- 1963年 - オーストラリアのシドニーに生まれる
- 1984年 - シドニー大学卒業後に個展を開催
- 1987年 - 東京へ移住し、家具メーカーの「IDEE」でデザインに従事する
- 1991年 - パリにスタジオを設立。「カッペリーニ」、「モローゾ」、「フロス」などヨーロッパのメーカーにて家具などをデザインする
- 1994年 - 腕時計メーカー「アイクポッド」設立
- 1997年 - ロンドンへ移住し「マーク・ニューソン社」設立
- 2005年 - タイム誌の「世界で最も重要な100人」に選ばれる
- 2006年 - カンタス航空のクリエイティブデザイナーに任命
- 2012年 - 大英帝国勲章のコマンダーを受賞
- 2014年 - Apple（Apple Industrial Design Group）に参加[1][2]
- 2019年 - Appleを同時に離れるジョナサン・アイブと新会社「LoveFrom」を設立する[3][4]

## 主な製品
- フロス・懐中電灯「apollo」（1998年）
- フォードのコンセプトカー「021C」（1999年）
- アテネオリンピックオーストラリアチーム公式ユニフォーム（2004年） - リチャード・アランと共同
- KDDI／沖縄セルラー電話連合・au携帯電話「talby」（2004年）
- パーラメント 期間限定パッケージ（2005年）
- カンタス航空エアバスA380 内部デザイン、空港ラウンジデザイン（2006年）
- 味の素 「味の素マーク瓶」 (2009年)
- ペンタックス K-01 (2012年)
- Apple Watch (2014年)
- 裏参道公衆トイレ（2022年） - 渋谷区内に快適な公衆トイレを設置する「THE TOKYO TOILET」プロジェクトに参加。[5]